# 真黑素
真黑素（拉丁語：Eumelanin），亦作真黑色素，純黑色素，是一種生物色素，屬於黑色素的一種。真黑素是酪胺酸經過一連串化學反應所形成的，動物、植物與原生生物都有這種色素。
有研究指出多巴胺在鹼性溶液中，會氧化聚合形成類黑色素聚多巴胺納米粒子，形成機制與天然真黑素頗為相似，並且具有相同的物理化學性質。這種類黑色素被稱為多巴胺黑色素（Dopamine-melanin）或聚多巴胺（Polydopamine）。

## 分類
目前已知細菌來源的黑色素一般可分為以下四類。第一類是真黑素，第二類是棕黑色素（Pheomelanin），又稱為脫黑色素。這兩類黑色素又可被統稱為L-多巴黑色素（L-DOPA melanin）。第三類是膿黑色素(Pyomelanin)，也被稱為尿黑酸黑色素（HGA melanin），而第四類則是1,8-二羥基萘黑色素（DHN melanin）。膿黑色素與DHN黑色素又可被統稱為異黑色素（Allomelanin）。
真黑素可以細分為黑真黑素（Black eumelanin）和棕真黑素（Brown eumelanin）兩種：
- 黑真黑素：只有該色素，隨著黑真黑素從少到多，髮色呈現從灰到黑的顏色。
- 棕真黑素：只有該色素，隨著棕真黑素從少到多，髮色也會從淡黃色變為棕色。

## 形成機理
苯丙氨基酸和酪氨酸在TYR的催化作用下，氧化生成多巴醌（一種可以成為合成真黑素的基質）。多巴醌形成後，會經過分子內除氨基，生成白色多巴色素。白色多巴色素與多巴醌之間的氧化還原，再產生多巴色素和多巴。多巴色素逐漸分解，大部分脫羥生成二羥基吲哚，而少部分生成二羥基吲哚羧酸。二羥基吲哚氧化成吲哚-5，6-醌（IQ）。
IQ、二羥基吲哚羧酸和白色多巴色素生成的吲哚-5，6-醌-2-羧酸（ICAQ）一起被氧化生成真黑素。其中TRP-1是催化二羥基吲哚羧酸氧化成真黑素的重要酶。此外，外源性二價銅離子也可以增強酪氨酸酶的活性，從而促進真黑素的生成。

## 另見
- 生物色素
- 黑色素